# 気比松原

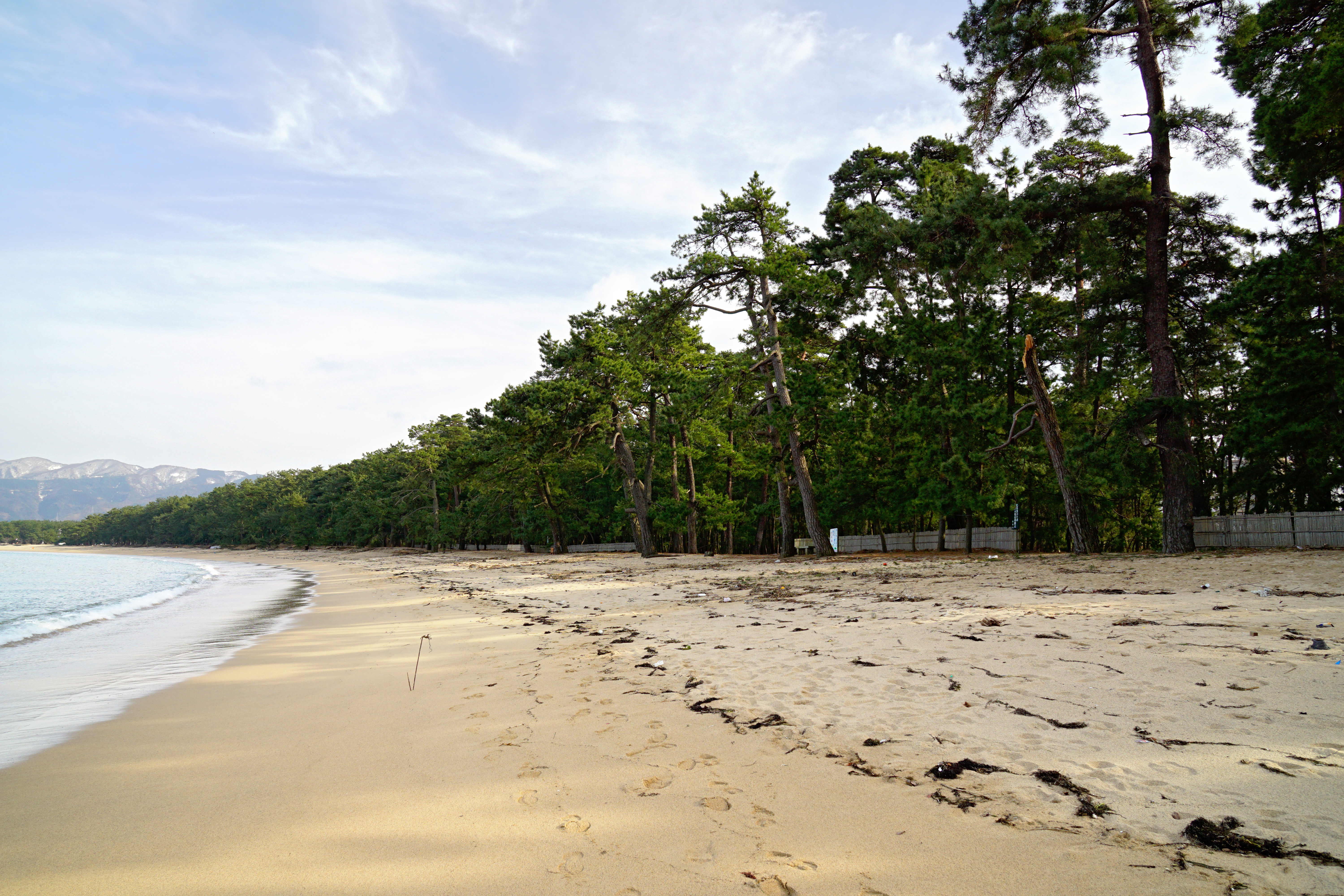
海岸線から望む気比松原

気比松原（けひのまつばら）は、福井県敦賀市の景勝地。虹の松原、三保の松原に並び、日本三大松原の一つとされ、1934年（昭和9年）に国の名勝に指定されている。また、若狭湾国定公園の一部であり、みなとオアシス敦賀の構成施設の一つでもある。

## 概要

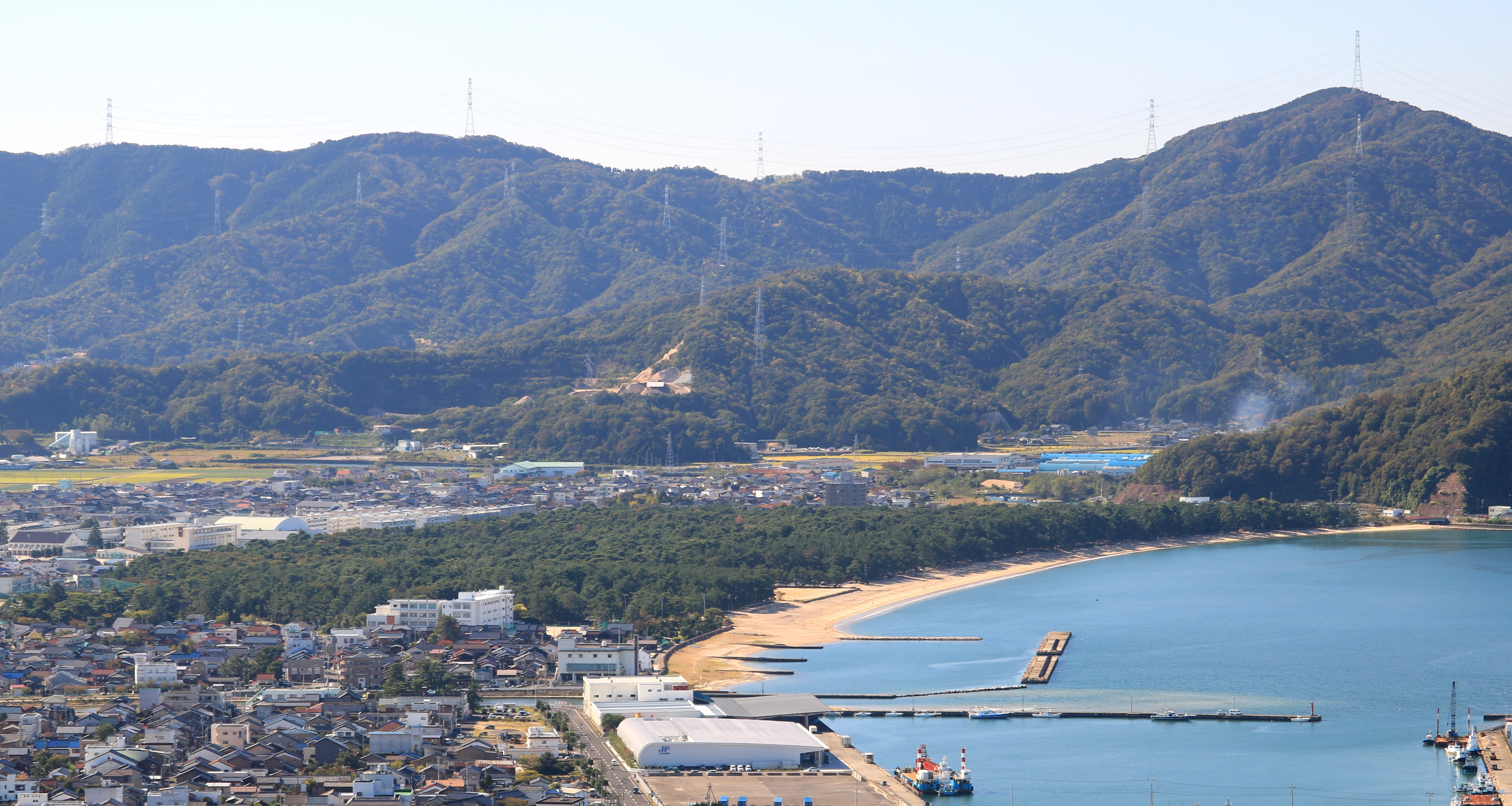
天筒山から望む気比松原の全景と敦賀港

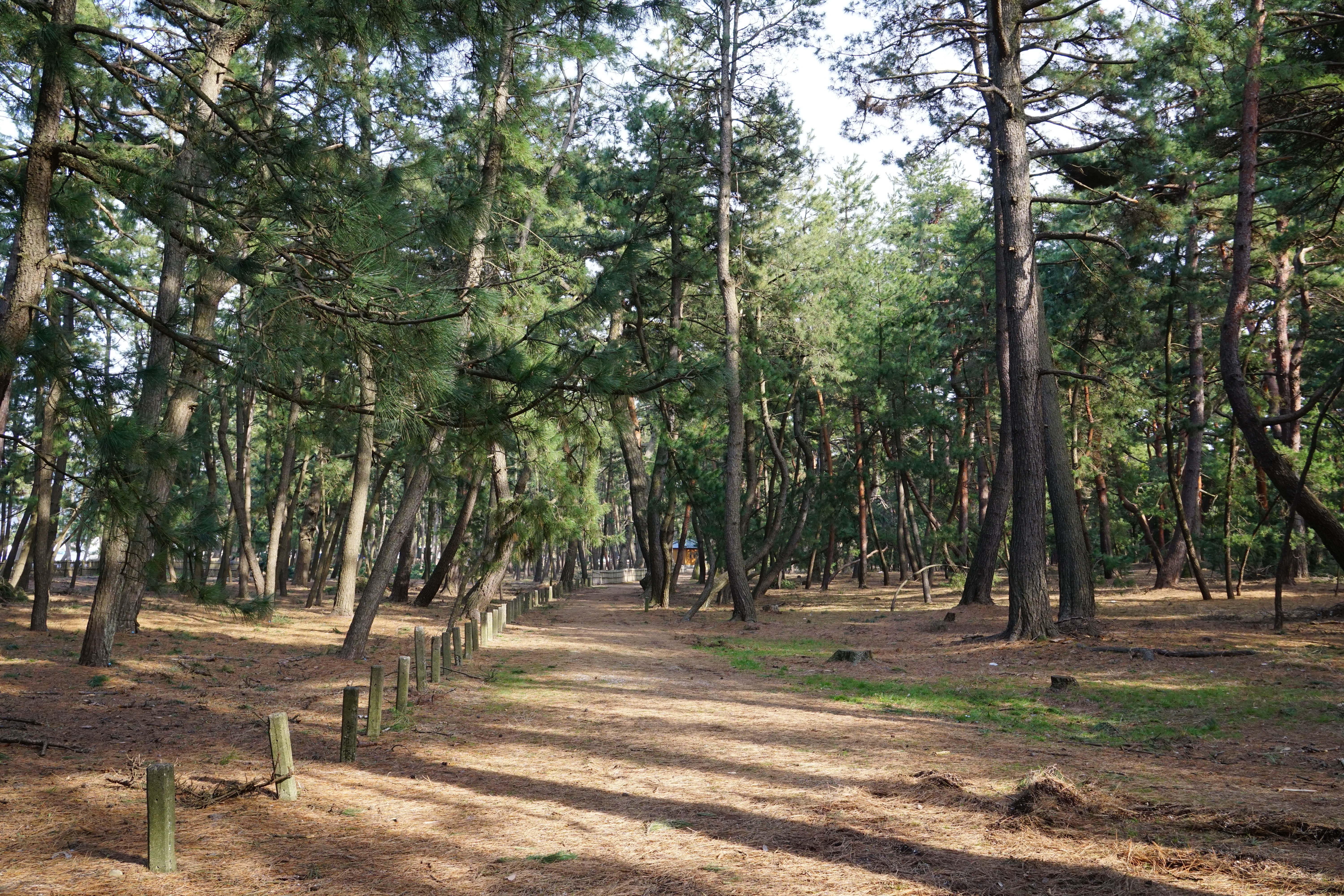
林間の散策路

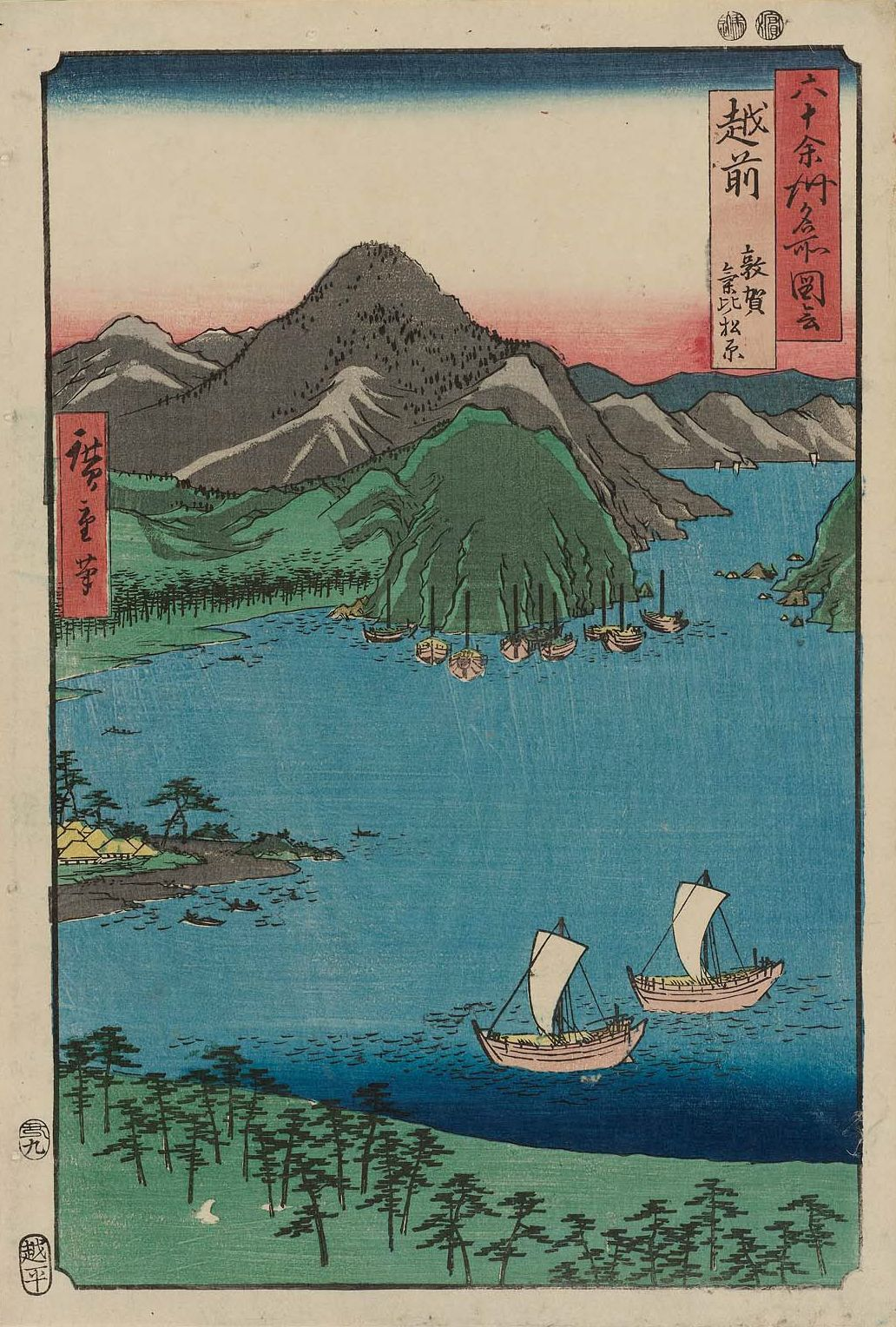
歌川広重『六十余州名所図会 越前 敦賀 気比ノ松原』。江戸時代後期

『万葉集』や『日本書紀』にも詠まれており、古くから知られる敦賀の景勝地である。日本の白砂青松100選、日本の名松100選、日本の自然100選、レクリエーションの森に選定されている。松原の中には散策路がめぐらされている。
敦賀湾の奥に面し西側半分を占める、長さ約1.5キロメートル、広さ約34万平方メートル（このうち国有林は、幅0.4キロメートル、長さ約1キロメートル、面積32ヘクタール）の松原で平均樹齢は約200年の17,000本の赤松・黒松が並ぶ。日本の海岸の松林は黒松が多いが、気比松原では赤松が85パーセントを占めている。
普段は静かでひっそりとした場所であるが、夏は市営松原海水浴場として開放され、近畿や中京からの海水浴客で賑わい、また日本海一と自称する花火大会と併せて行われる灯籠流しの会場として賑わう。冬は、雪化粧された松林と日本海の荒波とがあいまった壮麗な風景となる。
年に2-3回ほどマツ材線虫病防除の薬品を散布するため、立ち入り禁止となる日がある。また、マツ材線虫病の感染拡大を防ぐため、感染木の伐倒駆除や殺菌剤樹幹注入による防除もおこなわれている。

## 歴史
平安時代の9世紀には、石川県羽咋郡志賀町福浦港の福良津と共に渤海使のための施設松原客館が置かれた。古来より氣比神宮の神苑として神人が近隣住民の利用を管理していたが、戦国時代に入ると1570年（永禄13年/元亀元年）の織田信長の越前攻略により氣比神宮の所領などが没収され、このときに松原も没収された。江戸時代には小浜藩の御用木（藩有林）となり、近隣住民は藩への納税によって燃料となる松葉採集を行ってきた。松原はこうした管理によって後世へと残った。
明治時代以降は官有林となり、1899年（明治32年）に国有林野法制定とともに国有林となった。現在、潮害防備保安林および保健保安林に指定され、林野庁福井森林管理署によって保護管理がなされている。
国有林の面積は1898年（明治31年）時点には約76ヘクタールあったが、明治末から大正時代にかけて松原村小学校、敦賀商業学校、松原神社などに使用され約65ヘクタールになり、1943年（昭和18年）には船舶用の材木として伐採され約33ヘクタールまで縮小、さらに太平洋戦争後、住宅や道路も作られ、現在の約32ヘクタールとなった。
また、戦時中は日本陸軍の高射砲陣地が築かれ、敦賀空襲の際には敵機（P47、B-29）と交戦している。現在の松原グラウンド周辺にあったという。

## 伝承
松原内の駐車場近くに設置されている「一夜の松原由来碑」によれば、以下のような伝承がある。聖武天皇の時代に、外国から異族の大船団が来襲した。そのとき、一夜にして松林が出現し、氣比神宮の神の使いである白鷺が、松の頂に多数とまった。これを見た異族は、大軍勢の旗指し物とみて、恐れをなして、逃げていったという。これに由来し、「一夜の松原」とも呼ばれるようになった。

## 旧跡など
気比の松原は古くから多くの貴人、歌人、文化人に愛で賞されており、近代以降に以下のような多くの記念碑や句碑などが建立されている。
- 駐輦（）の碑-1891年（明治24年）9月建立
  - 1878年（明治11年）10月、明治天皇は北陸を巡幸し、気比松原に立ち寄り、白砂青松を讃えたという、その後、1891年（明治24年）に勝海舟が訪れ、当時の明治天皇の行幸を回想し、以下のような漢詩を詠んだ。
  - 「會経駐輦處 黎首憶甘棠 松嶺如奏曲 海涛和洋々」
  - 意訳「ここは、かつて明治天皇が輦（天子の乗る手押し車）を駐め、風景をご覧になった場所である。国民は明治の善政を喜んでいる。松林を揺らす風は音楽のようであり、波の音もそれに合わせ洋々たる様子である。」

- 皇太子殿下御展望所の碑
  - 大正天皇が皇太子だった1909年（明治42年）9月に北陸三県を視察し、これを記念して建てられた。氣比神宮と金ヶ崎城跡にも記念碑がある。

- 西福寺道標-1916年（大正5年）7月建立
  - 「西福寺道 是より 西十五町」と刻まれた角柱の道標。浄土宗西福寺は、南北朝時代の1368年（南朝:正平23年、北朝:貞治7年/応安元年）開山の古刹。気比松原からほぼ真西2キロメートル程度の距離である。

- 東宮御成年式記念運動場碑-1919年（大正8年）5月建立　
  - 東宮とは皇太子時代の昭和天皇である。1919年（大正8年）に行われた成年式を記念し整備されたグラウンドであることを示す。

- 松原公園標柱-1920年（大正9年）11月建立　
  - 松原小学校近くの公園入口に4メートルの高さの大きな石碑が建つ。この碑文「松原公園」は、東京市長も務めた後藤新平の書である。碑文の原本は私立敦賀郷土博物館に展示されている。

- 名勝 氣比ノ松原の碑-1928年（昭和3年）6月
  - 史蹟名勝天然記念物保存法による指定[3]を受けたことを記念する碑。

- 高浜虚子句碑-1980年（昭和55年）10月再建
  - 最晩年の1957年（昭和32年）10月4日に高浜虚子は敦賀の名所旧跡を訪れ、多くの俳句を残した。もとの句碑の風化損傷が進んだため再建した。
  - 「松原の 続くかぎりの 秋の晴」

- 石塚友二句碑-1986年（昭和61年）6月除幕
  - 新潟県出身の俳人、小説家である石塚友二は、この地の風情を愛し、敦賀をたびたび訪れた。1966年（昭和41年）に詠んだ句であり、敦賀市の花である萩の若葉を若者にたとえ、その成長を願ったものであるという。
  - 「後塵は 拝すべからず 萩若葉」

## ギャラリー

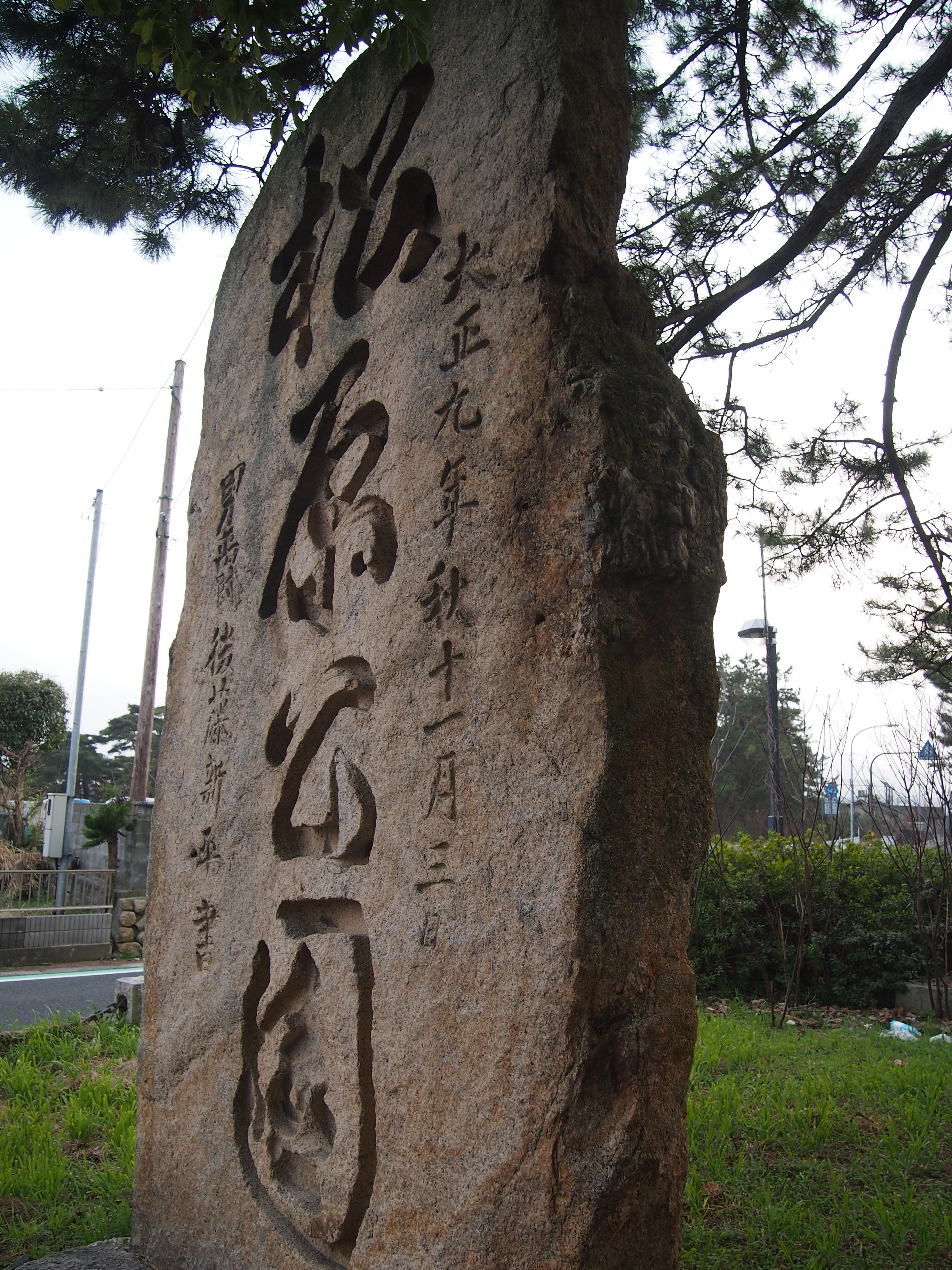
松原公園碑、後藤新平書
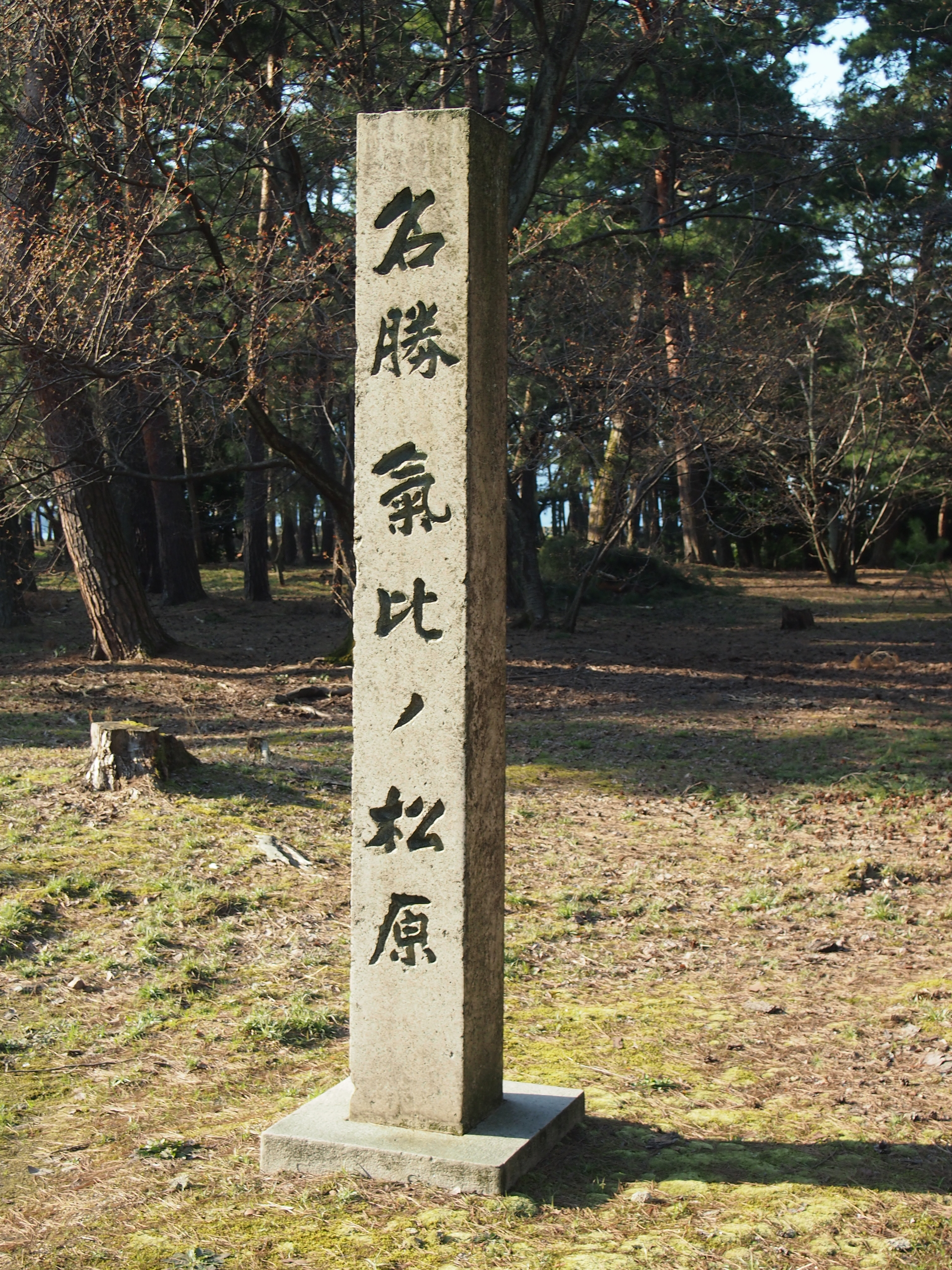
名勝　気比ノ松原
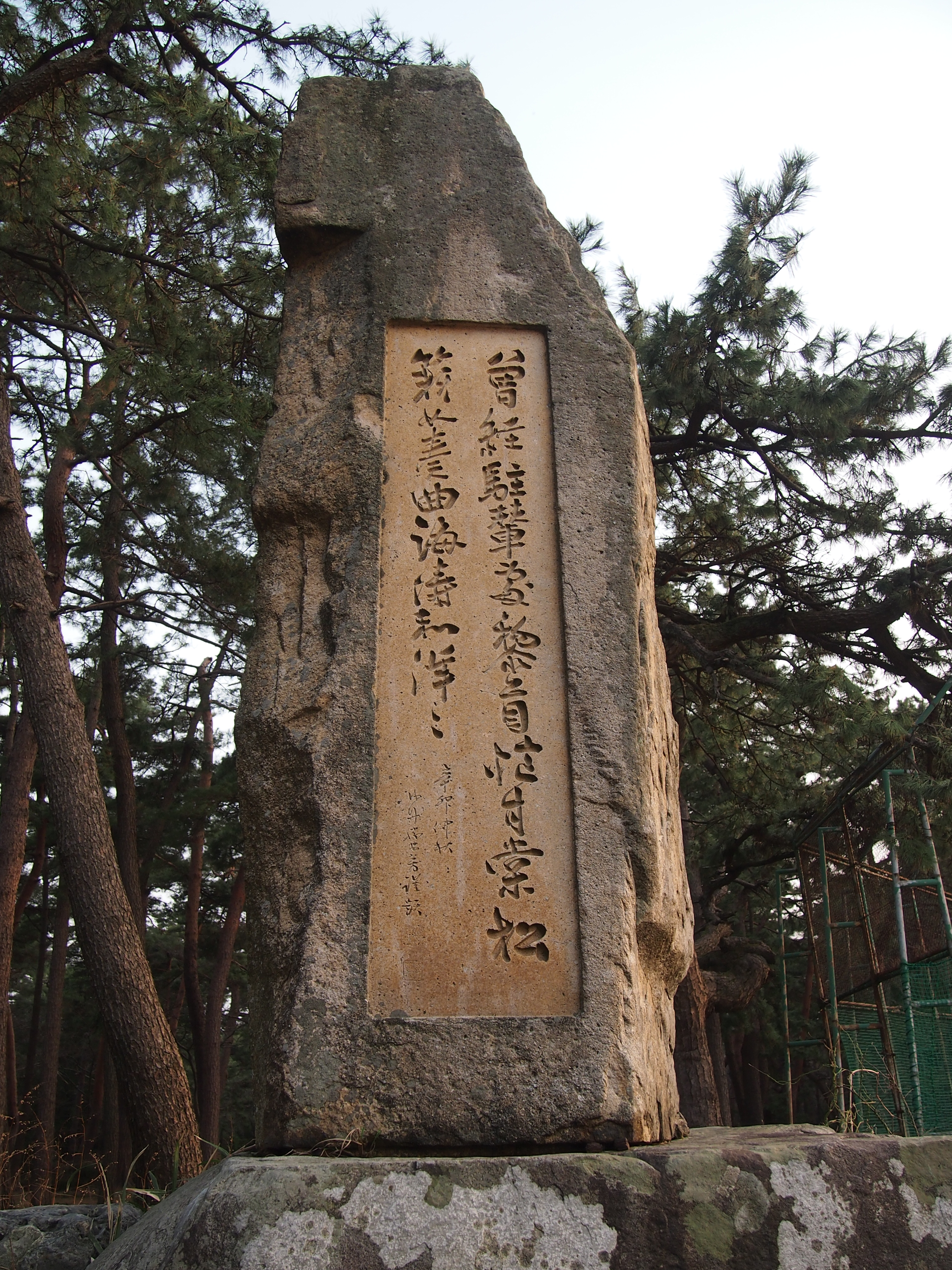
駐輦の碑
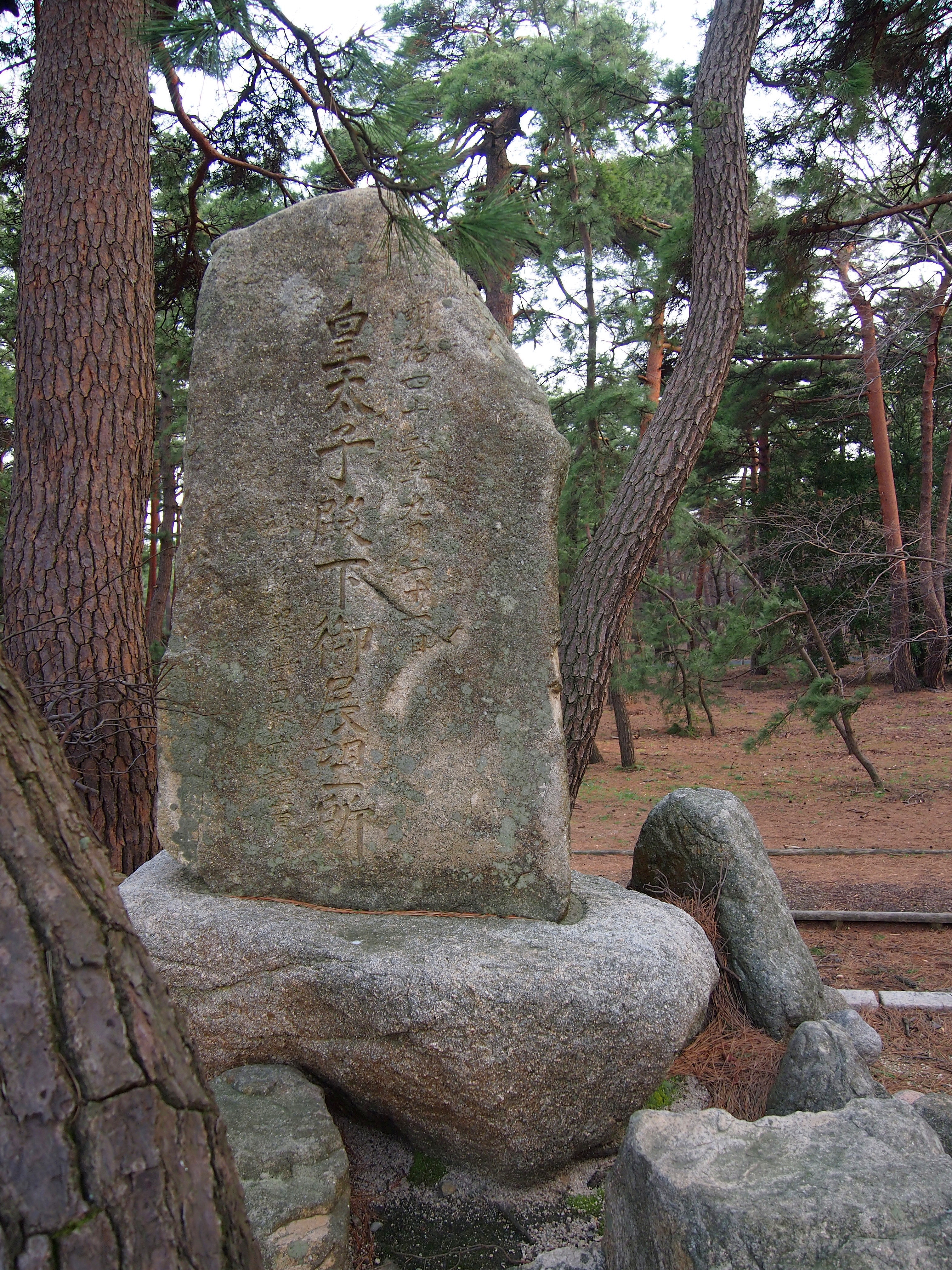
皇太子殿下御展望所
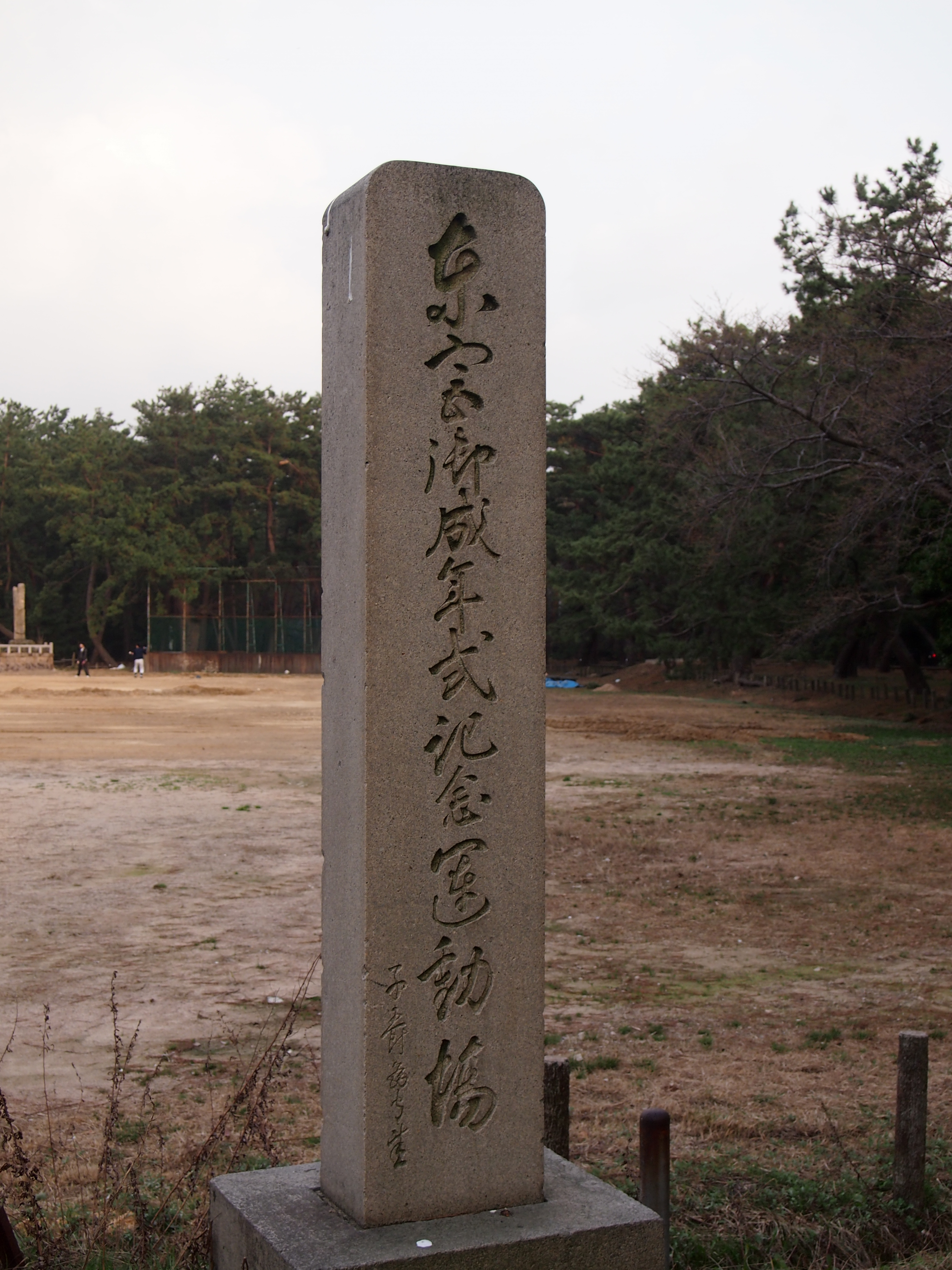
東宮御成年式記念運動場
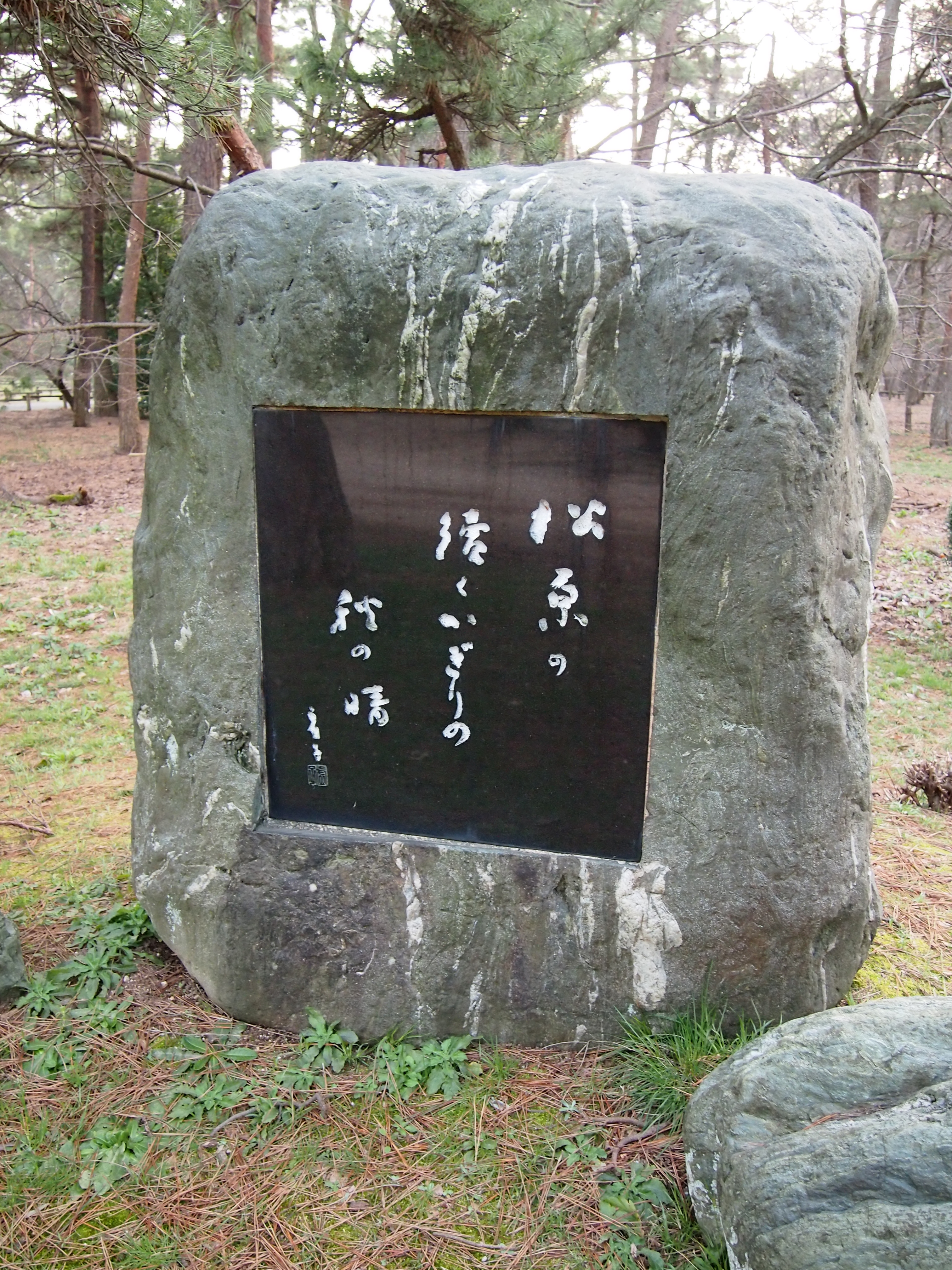
高浜虚子句碑
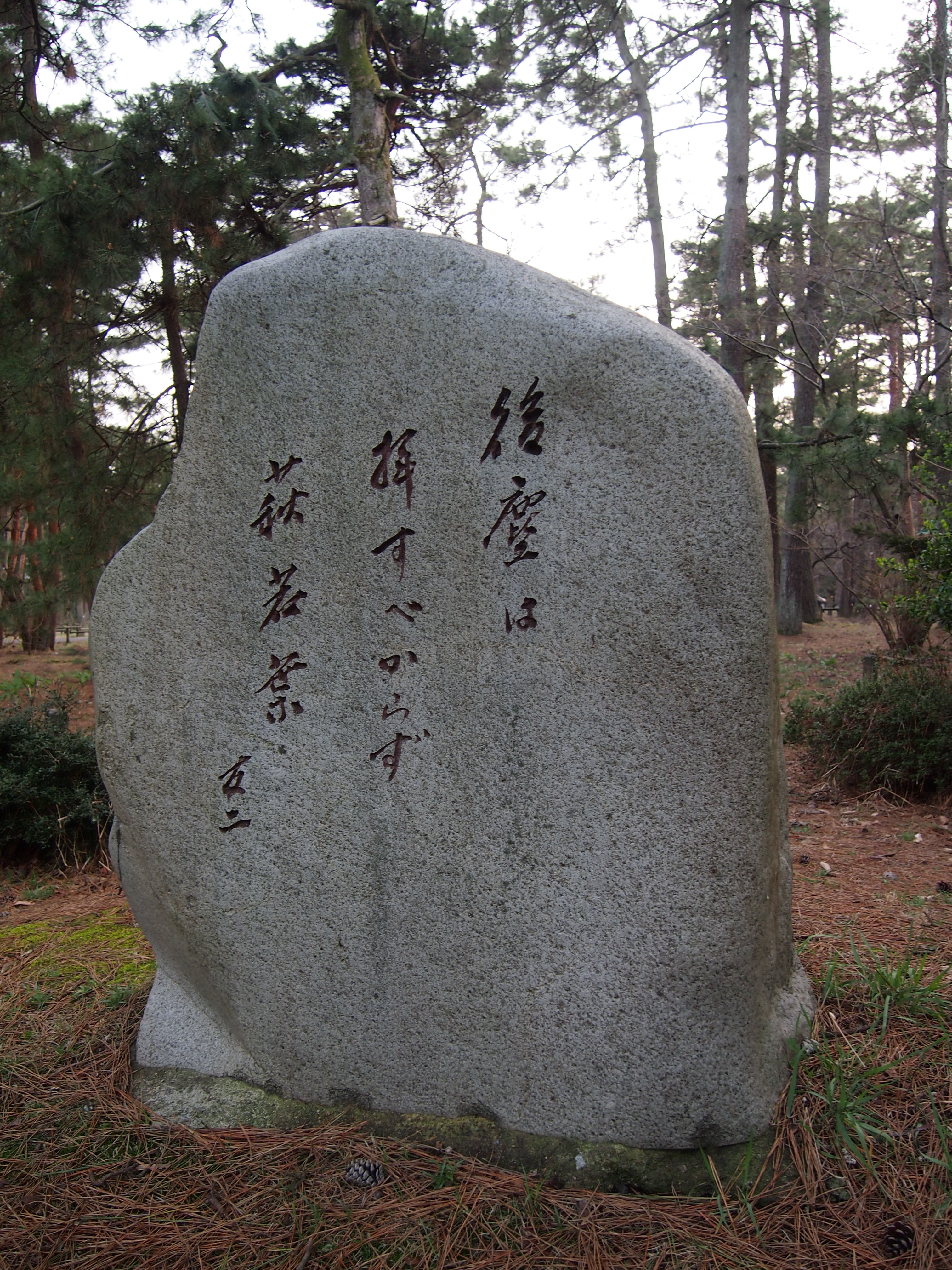
石塚友二句碑
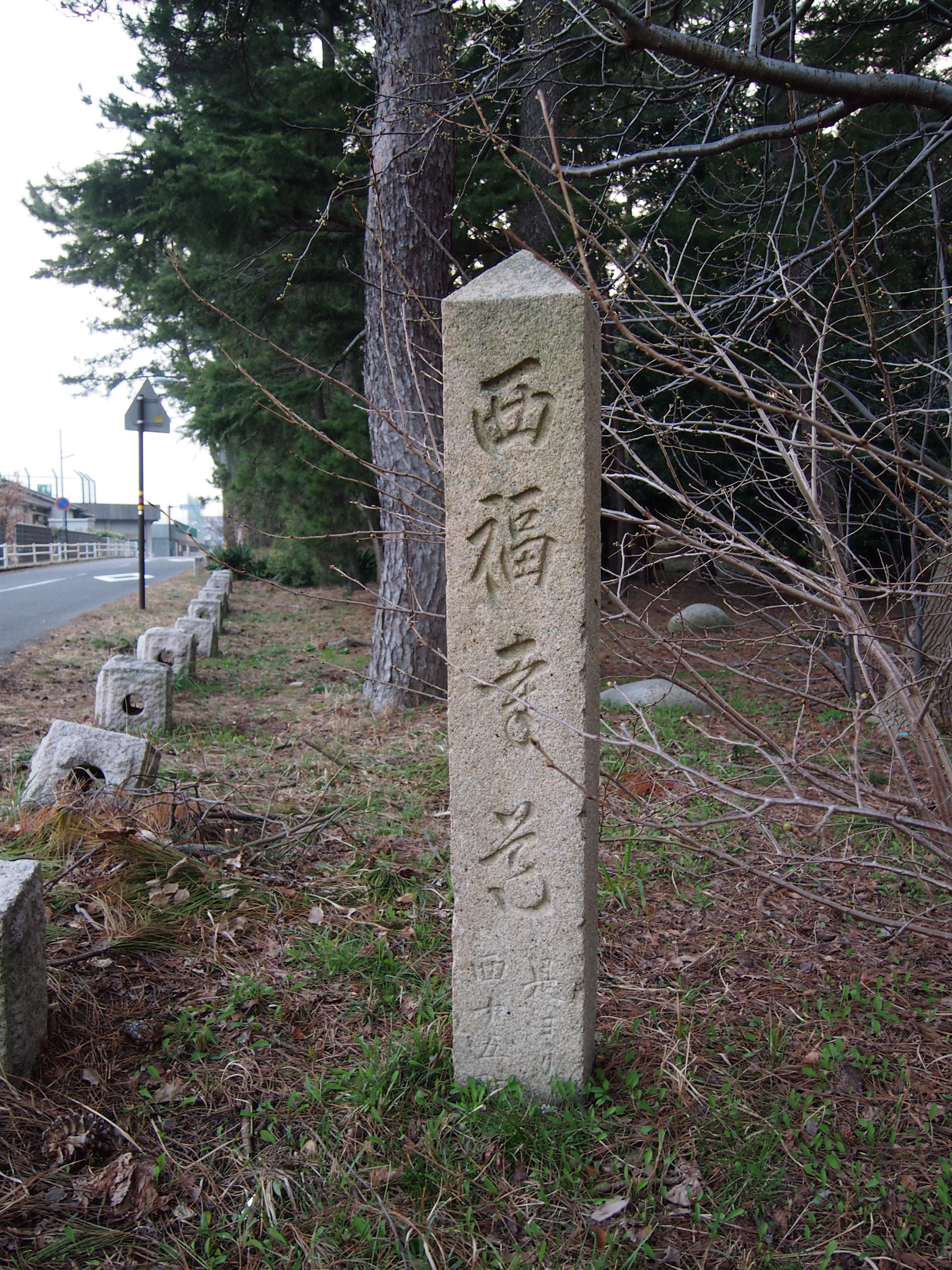
西福寺道しるべ

## 所在地
〒914-0801 福井県敦賀市松島町

## アクセス
交通機関
- 北陸本線・北陸新幹線・小浜線・ハピラインふくい線 敦賀駅
  - 敦賀市コミュニティバス
    - 常宮線、松原線、中郷木崎線
      - 「気比の松原」停留所下車、徒歩約3分。

    - ぐるっと敦賀周遊バス（観光ルート）
      - 「松原海岸」停留所下車、徒歩約1分。

自動車
- 北陸自動車道
  - 敦賀ICから約15分。
- 舞鶴若狭自動車道
  - 敦賀南スマートIC（ETC搭載車専用）から約18分。
- 国道8号
  - 敦賀バイパス
    - 余座ランプから約12分。

  - 敦賀市街地（本町（）・元町（）方面）
    - 気比神宮交差点から約6分。
- 国道476号
  - 曙交差点（国道8号(市街地区間)の交点）から約8分。
- 国道27号（金山バイパス）
- 福井県道142号松島若葉線
- 福井県道210号余座若葉線
  - 若葉交差点（金山バイパスと福井県道142号線・福井県道210号線の交点）から約8分。

タクシー
- 敦賀駅から約10分。

## 周辺
東側には戦災を免れた古くから残る住宅が寄り集まっている。松原を囲むように住宅や学校が立地している。
- 敦賀市こどもの国
- 西福寺
- 福井県立敦賀高等学校
- 敦賀市立松陵中学校
- 敦賀市立博物館、みなとつるが山車会館、紙わらべ資料館
- 敦賀港（金ヶ崎緑地 - きらめきみなと館 - 旧敦賀港駅舎 - 赤レンガ倉庫 - 洲崎の高灯籠 - ランプ小屋 - 敦賀倉庫群）